# Los Rebeldes
Los Rebeldes es un grupo español de Rock'n'roll, procedente de Barcelona, cuya formación inicial incluyó a Carlos Segarra, Aurelio Morata y Moisés Sorolla.

## Carlos Segarra
Carlos Segarra es el fundador del grupo. Desde los 15 años ya tocaba en público en algunas localidades interpretando versiones de Jerry Lee Lewis, The Beatles, Bob Dylan y sobre todo, Eddie Cochran. Su amigo Loquillo lo apoyaba a modo de mánager y después aunarían esfuerzos para montar un grupo musical, Teddy, Loquillo y sus amigos. En 1978 forma parte del grupo Correo viejo (bajo y voz), junto a Joe Luciano (voz y guitarra), Pedro Martínez (guitarra y voz) y Bolas (batería).
En 1979, Carlos Segarra, junto con Aurelio Morata al bajo y Moisés Sorolla en la batería, fundan Los Rebeldes.
Poco después, en 1980, junto con Los Intocables, acompañan a Loquillo en Los tiempos están cambiando, un disco que alcanzó cierta fama con la canción Esto no es Hawái.

## Los Rebeldes
Con la incorporación de Speed al piano, en 1981, Los Rebeldes graban su primer álbum: Cerveza, chicas y... rockabilly!, en el que aparecen canciones como El rock del hombre lobo y Rocker.
Posteriormente, en 1982, graban el sencillo Carolina/Demasiado whisky, en el que también participa Jordi Simó, guitarrista de la banda durante los años 1981-83.
En 1985 (con la formación de nuevo en trío: Segarra-Morata-Sorolla) y a través de Twins aparece el miniálbum Esto es rocanrol donde se encuentran clásicos del repertorio del grupo como Harley 66, Esa manera de andar o la canción que da título al disco.
En 1986 aparece el disco Rebeldes con causa. Aurelio Morata causa baja y se incorpora a las cuatro cuerdas Tony Nervio Roto así como el saxofonista Dani Nel·lo. En él, aparecen temas como Quiero ser una estrella, Noche de acción, No me gusta trabajar y Mescalina.
Empiezan a ser conocidos en el ámbito, y en 1987, graban en directo Preferiblemente vivos, donde aparecen repetidas veces en programas de televisión.
Poco después, en 1988, graban Más allá del bien y del mal, con un tema que se convierte en el éxito del verano, Mediterráneo. Durante todo este tiempo, sus apariciones en radio y televisión son constantes. También se destaca un tema que a la postre se convirtió en un clásico del rock en español, Bajo la luz de la luna. Además 3 sencillos más se convierten en éxito: "Un Español En Nueva York", "Mi Generación" y "Corazón de Rock n Roll". Un álbum único.
En 1995 Los Rebeldes graban su segundo trabajo en directo Básicamente... Rebeldes, producido por Jaime Stinus, en el cual interpretan sus temas más conocidos: Mediterráneo, El rock del hombre lobo, Rebeca, Mescalina, etc., junto a las que aparece también la canción Ardiente amor, una versión del clásico Burning Love, popularizada por Elvis Presley, y adaptada por Carlos Segarra. También hay colaboraciones estelares en este disco: Antonio Carmona, Ariel Rot, Diego Cortés, Javier Vargas y el propio Jaime Stinus.

## Formación actual de la banda
- Carlos Segarra: Guitarra y voz.
- Lucky Martínez: Batería.
- Celso Sierra: Contrabajo.
- Miguel Ángel Escorcia: Guitarra y voz.

## Discografía
- 1981: Cerveza, chicas y... Rockabilly!
- 1982: Carolina / Demasiado whisky (sencillo)
- 1984: Esto es Rocanrol (miniLP)
- 1986: Rebeldes con causa
- 1987: Preferiblemente vivos (en directo)
- 1988: Más allá del bien y del mal
- 1990: En cuerpo y alma
- 1991: Tiempos de Rocanrol
- 1991: Héroes
- 1993: La rosa y la cruz
- 1995: Básicamente... Rebeldes (en directo)
- 1997: Carne para tiburones
- 1999: Vicios y virtudes
- 2003: Rebeldes y rebeldes (recopilatorio homenaje)
- 2008: Más sabe el diablo
- 2009: Rebeldes 1979-1985. Incluye: Cerveza, chicas y Rockabilly - Esto es Rocanrol - Héroes y Las cintas de la buhardilla (versiones maqueta)
- 2010: Noches de luz, días de gas (CD + DVD en directo)
- 2011: Rebeldes con causa (reedición + temas en directo de la gira de 1986)
- 2013: 123 Acción
- 2016: A flor de piel
- 2019: Rock Ola Blues
- 2019: Corazón de rock & roll (recopilatorio conmemorativo del 40 aniversario de la banda) Caja de lux Sony Music
- 2019: Dobles éxitos 40 aniversario Sony music.
- 2019: Preferiblemente  vivos doble (vinilo remasterizado) Sony music
- 2019: Más allá  del bien y del mal (vinilo remasterizado)  Sony music
- 2022: La rosa y la cruz (vinilo remasterizado) Sony Music
- 2022: Rebeldes con causa (vinilo remasterizado)  Sony music
- 2022: En cuerpo y alma (vinilo remasterizado) Sony music
- 2023: El honor y la gloria (2CD + DVD en directo)  Sony music
- 2024: Al este del Edén (Rebeldes 79)

## Discografía Carlos Segarra
- 1990: Las edades de Lulú (BSO)
- 2000: Rock and roll Club Vol. 1
- 2007: Rock and roll Club - Back to the Club Vol.2
- 2022: Segarra Inn Blues